# Tour de Flores
O Tour de Flores é uma carreira ciclista profissional por etapas da Indonésia que se disputa no mês de julho na Ilha de Flores. Disputa-se desde 2016 fazendo parte do UCI Asia Tour, dentro da categoria 2.2 (última categoria do profissionalismo).

## Palmarés
| Ano  | Ganhador          | Segundo         | Terceiro              |
| ---- | ----------------- | --------------- | --------------------- |
| 2016 | Daniel Whitehouse | Benjamín Prades | Ricardo García Ambroa |
| 2017 | Thomas Lebas      | Arvin Moazemi   | Marcelo Felipe        |

## Palmarés por países
| País        | Vitórias |
| ----------- | -------- |
| Reino Unido | 1        |
| França      | 1        |